# اکمیه مکزیکی
اکمیه مکزیکی (نام علمی: Aechmea mexicana) نام یک گونه از سرده اکمیه است.